# 阿尔马斯·乌捷绍夫
阿尔马斯·乌捷绍夫（1988年5月18日—）是一名哈萨克斯坦举重运动员，身高1.75米。2010年参加广州亚运会，以371千克的成绩获94公斤级比赛第六名。2012年参加伦敦奥运会，以395千克的成绩获男子94公斤级比赛第七名。